# Volkswagen CC
Volkswagen CC (type 35) − frem til starten af 2012 også Volkswagen Passat CC − er en firedørs coupé fra Volkswagen. Bilen er baseret på Volkswagen Passat (type 3C) og bygges på Volkswagens fabrik i Emden.
Bilen blev første gang præsenteret for offentligheden på Detroit Motor Show 2008. Efter Volkswagens angivelser skulle CC lukke den nederste del af hullet mellem Passat og Phaeton, derudover er der planlagt en yderligere model mellem CC og Phaeton. Bilen kom på markedet i Europa i maj 2008, i USA et halvt år senere.
I målene afviger bilen fra Passat Limousine gennem et fladere tag (− 50 mm), en større bredde (+ 36 mm) samt en større sporvidde foran (+ 11 mm) og bagi (+ 16 mm). Bagagerummet kan rumme 532 liter og kan udvides ved at klappe bagsædet frem. Designet viser en fladt aftagende C-søjle såvel som rammeløse sideruder. Platformen er, med få undtagelser, den samme som til Passat Limousine.
Tilnavnet CC står for Comfort-Coupé. I nogle lande (f.eks. USA og Sydafrika) hedder modellen kun Volkswagen CC. Denne betegnelse benyttes også i Europa efter det i februar 2012 gennemførte facelift. I Kina sælges modellen dog fortsat som Magotan CC. 

## Nyheder
Sikkerhedsniveauet er i forhold til Passat Limousine yderligere øget med enkelte nyheder og elektroniske aktive og passive sikkerhedssystemer.
Flere af tingene er senere kommet over i de andre Passat-modeller. Det gælder bl.a. fartpiloten med afstandsregulering, som i hastighedsområdet fra 30 til 210 km/t automatisk sørger for at holde den indstille, hastighedsafhængige afstand til de forankørende biler, den selvstyrende parkeringshjælp kaldet Park Assist samt den efter Volkswagens angivelser første aktive i styringen indgribende sporholdeassistent Lane Assist, som med et kamera opfatter kørebanemarkeringerne og automatisk styrer tilbage, inden vognbanen forlades. Dette kamera opfatter ved natkørsel stadig kørebanemarkeringerne og styrer den variable xenonlysfordeling med systemet Dynamic Light Assist (DLA). Modellen fås også med bakkamera, fastmonteret navigationssystem, mobiltelefonforberedelse med SAP samt multimediestikdåse.
Nyt er også de aktive støddæmpere benævnt Dynamic Chassis Control (DCC), som med en kontakt kan sættes til tre forskellige programmer, Normal, Sport eller Komfort.
- Bagfra
- Interiør
- Passat CC med R-Line pakke 
 (2008–2012)
- Bagfra
- Volkswagen CC (2012−)
- Bagfra

## Motorer
Motorprogrammet omfattede i starten to benzin- og én TDI-dieselmotor. Senere blev dieselprogrammet udvidet med en stærkere motor med 125 kW/170 hk. Hullet mellem basisbenzinmotoren og V6-topmodellen udfyldes af en 2,0-liters benzinmotor med 155 kW/211 hk. Topmodellen er en 3,6-liters V6-benzinmotor og har som standard dobbeltkoblingsgearkasse (DSG) og firehjulstræk (4Motion).

### Tekniske specifikationer
| Model         | Cylindre | Ventiler | Slagvolume cm³ | Max. effekt kW (hk) / omdr. | Max. drejningsmoment Nm / omdr. | Motorkode  | 0-100 km/t sek. | Topfart km/t | Byggeår          |
| ------------- | -------- | -------- | -------------- | --------------------------- | ------------------------------- | ---------- | --------------- | ------------ | ---------------- |
| Benzinmotorer |          |          |                |                             |                                 |            |                 |              |                  |
| 1.4 TSI       | 4        | 16       | 1390           | 118 (160) / 5500            | 240 / 1500 − 4500               | CKMA       | 8,5             | 222          | 10/2012 −        |
| 1.8 TSI       | 4        | 16       | 1798           | 112 (152) / 5000            | 250 / 1500                      | CGYA       |                 |              | 3/2008 − 10/2012 |
| 1.8 TSI       | 4        | 16       | 1798           | 118 (160) / 5000 − 6200     | 250 / 1500 − 4200               | BZB / CDAA | 8,5             | 222          | 3/2008 − 10/2012 |
| 2.0 TSI       | 4        | 16       | 1984           | 147 (200) / 5100 − 6000     | 280 / 1700 − 5000               | CAWB       | 7,6             | 237          | 2008 − 2010      |
| 2.0 TSI       | 4        | 16       | 1984           | 155 (211) / 5300 − 6200     | 280 / 1700 − 5200               | CCZB       | 7,6             | 240          | 10/2010 −        |
| 3.6 V6        | 6        | 24       | 3597           | 220 (300) / 6600            | 350 / 2400 − 5300               | BWS        | 5,6             | 2501         | 3/2008 −         |
| Dieselmotorer |          |          |                |                             |                                 |            |                 |              |                  |
| 2.0 TDI       | 4        | 16       | 1968           | 100 (136) / 4200            | 320 / 1750 − 2500               | CBAA       |                 | 211          | 6/2008 −         |
| 2.0 TDI       | 4        | 16       | 1968           | 103 (140) / 4200            | 320 / 1750 − 2500               | CBAB       | 9,8             | 214          | 6/2008 −         |
| 2.0 BlueTDI   | 4        | 16       | 1968           | 105 (143) / 4200            | 320 / 1750 − 2500               | CBAC       | 9,9             | 214          | 2009 − 11/2010   |
| 2.0 BlueTDI   | 4        | 16       | 1968           | 103 (140) / 4200            | 320 / 1750 − 2500               | CBAB       | 9,9             | 214          | 11/2010 −        |
| 2.0 TDI       | 4        | 16       | 1968           | 125 (170) / 4200            | 350 / 1750 − 2500               | CBBB       | 8,6             | 227          | 6/2008 − 10/2012 |
| 2.0 TDI       | 4        | 16       | 1968           | 130 (177) / 4200            | 380 / 1750 − 2500               | CFGC       | 8,4             | 227          | 10/2012 −        |

1 Elektronisk begrænset